# The Island of Adventure
The Island of Adventure é um livro infantil de autoria de Enid Blyton, uma escritora inglesa infantojuvenil, publicado pela primeira vez em 1944. É o primeiro livro da Colecção Aventura. A primeira edição foi ilustrada por Stuart Tresilian.